# Wilhelm von Burkhard
Wilhelm Ritter von Burkhard (* 10. Mai 1845 in München; † 21. April 1927 ebenda) war ein deutscher Staatsrat, Abgeordneter, Bankpräsident und Funktionär des Deutschen und Österreichischen Alpenvereins (DuOeAV). 

## Leben
Nach dem Gymnasialbesuch in München studierte er Rechtswissenschaften an der Ludwigs-Maximilians-Universität München und wurde 1864 Mitglied des Corps Bavaria München. Von 1870 bis 1875 war er Rechtskonzipient und Akzessist in Landshut. 1875 erfolgte seine Ernennung zum Regierungsassessor in Ansbach. 1879 wechselte er als Regierungs- und Fiskalrat nach Würzburg und war als solcher ab 1889 in München tätig. 1895 erfolgte seine Ernennung zum Verwaltungsgerichtsrat, 1898 zum Ministerialrat und später zum Ministerialdirektor im Bayerischen Staatsministerium der Finanzen. Nach kurzer Tätigkeit in der Reichshauptstadt Berlin wurde er 1907 zum Staatsrat befördert. Von 1909 bis 1915 war er Bankpräsident der späteren Bayerischen Staatsbank in Nürnberg. Mit 70 Jahren setzte er sich in München zur Ruhe.
In seiner Freizeit war Wilhelm von Burkhard begeisterter Bergsteiger. Er bestieg über 250 Berggipfel in den Alpen, darunter zahlreiche Dreitausender.
Wilhelm von Burkhard wurde 1874 Mitglied der Sektion Landshut des DuOeAV und 1879 Zweiter Vorsitzender der Sektion Würzburg des DuOeAV, deren Vorsitzender er 1886 wurde. Die Errichtung der Karl-von-Edel-Hütte bei Mayrhofen im Zillertal erfolgte unter seinem Vorsitz.
Vom 16. April 1888 bis 1892 war er Mitglied des Kammer der Abgeordneten im Königreich Bayern.
Nach seinem Wechsel nach München wurde er in der Sektion München des Deutschen und Österreichischen Alpenvereins 1890 Zweiter Sektionsvorsitzender. 1898 erfolgte seine Wahl zum Präsidenten des DuOeAV. 1900 gab er dieses Amt in jüngere Hände.

## Schriften (Auswahl)
- Die konfessionell-gemischte Schule mit besonderer Rücksichtnahme auf das staatsrechtliche Verhältniß der Schule zur Kirche und zum Staate. Referat über den Antrag auf Einführung einer konfessionell-gemischten Schule in Ansbach, erstattet im dortigen liberalen Vereine am 15. Dezember 1877. Brügel, Ansbach 1878.